# Fosen
Fosen er et område i Trøndelag fylke i Norge. Gennem tiderne har Fosen haft forskellige afgrænsninger og har omfattet flere kommuner.

## Naturgeografisk
Halvøen Fosen ligger i Trøndelag, nord for Trondheimsfjorden og danner en naturlig afgrænset enhed med Frohavet i vest, Trondheimsfjorden i syd og øst, Namdalseid i nordøst og Namsfjorden i nord.
Højeste punkt er Finnvollheia (samisk Raassje) (675 meter over havet). Toppunktet markerer grænsen mellem kommunerne Åfjord og Namdalseid.

## Administrative inddelinger
Fosen fogderi (fogderiene blev afskaffet i 1894) omfattede følgende nuværende kommuner, alle i Sør-Trøndelag:
| - Hemne - Snillfjord - Agdenes - Hitra - Frøya (syd/vest for Trondheimsfjorden) | - Rissa - Ørland - Bjugn - Åfjord - Roan - Osen (udgør sørtrønder-delen af Fosenhalvøen) |

Fogeden havde sæde på Brekstad i Ørland.
Fosen regionråd er et samarbejdsorgan mellem kommunerne Rissa, Ørland, Bjugn, Åfjord, Roan og Osen i det tidligere Sør-Trøndelag og Leksvik og Mosvik i det tidligere  Nord-Trøndelag fylke (nu samlet i Trøndelag) i Norge. Tidligere deltog også Verran i Nord-Trøndelag i samarbejdet. Rådets sekretariat ligger i Åfjord.
Fosen tingret under Frostating lagmandsret dækker kommunerne Hitra, Frøya, Rissa, Ørland, Bjugn, Åfjord, Roan og Osen, alle i Sør-Trøndelag. Tingretten har sæde på Brekstad i Ørland.
Fosen provsti i Nidaros bispedømme omfatter prestegjeldene Stadsbygd, Ørland, Bjugn, Åfjord og Bjørnør i Sør-Trøndelag og Leksvik i Nord-Trøndelag. Stadsbygd prestegjeld omfatter Rissa kommune. Bjørnør prestegjeld omfatter Roan og Osen kommuner. Prestegjeldene svarer til kommunerne med samme navn. Provsten har sæde i Stadsbygd.

## Andet
- Fosen Historielag Arkiveret 30. september 2007 hos  Wayback Machine] (stiftet 1947) dækker samme område som fogderiet og udgiver Årbok for Fosen.
- Avisen Fosna-Folket dækker kommunerne Rissa, Ørland, Bjugn, Åfjord, Roan, Osen og Leksvik.
- Fosen videregående skole ligger i Botngård i Bjugn.
- Fosen trafikklag driver bus- og bådruter i Fosen og har kontor i Trondheim. Datterselskabet Bastø Fosen AS driver færgen mellem Moss og Horten i den ydre del af Oslofjorden.
- Fosen Folkehøjskole ligger i Rissa.
- Nord-Fosen er et upræcist begreb, som har haft forskellige betydninger gennem tiderne. Tidligere brugtes det om Fosenhalvøen i modsætning til fogderiets kommuner syd for Trondheimsfjorden. I dag bruges begrebet om kommunerne Åfjord, Roan og Osen, for eksempel Nord-Fosen kulturskole, som drives af de tre kommuner i samarbejde.
- Begrebet Sør-Fosen bruges sjældnere og omfatter alle eller nogle af de fem kommuner syd for Trondheimsfjorden: Agdenes, Snillfjord, Hemne, Hitra og Frøya.